# شاه عقرب ۴: تلاش برای قدرت
شاه عقرب ۴: تلاش برای قدرت (به انگلیسی: The Scorpion King 4: Quest for Power) یک فیلم اکشن، ماجراجوایانه وفانتزی که در ۶ ژانویه ۲۰۱۵ در رسانه خانگی به صورت فیلم ویدئویی منتشر شد. این چهارمین قسمت از مجموعه فیلم‌های پاشاه عقرب محسوب می‌شود و ویکتور وبستر در نقش اصلی با نقش‌های فرعی الن هالمن، لو فریگنو، روتگر هاوئر، رویس گریسی، ایو تورس و ایان وایت بازی می‌کند. این فیلم داستان ماتایوس را پس از وقایع فیلم شاه عقرب ۳: نبرد برای رستگاری ادامه می‌دهد. دنباله این فیلم در سال ۲۰۱۸ با عنوان شاه عقرب: کتاب ارواح منتشر شد.